# Szymon Wydra & Carpe Diem
Szymon Wydra & Carpe Diem – polski zespół wykonujący rock, pop-rock i pop. Został założony w 1992 roku w Radomiu przez wokalistę i lidera Szymona Wydrę.

## Historia
W latach 1992–2000 zespół wystąpił na licznych festiwalach i przeglądach
regionalnych i ogólnopolskich zdobywając tam nagrody i wyróżnienia. W 2000 roku krytycy Gazety Wyborczej zaliczyli zespół do dwudziestu najlepiej zapowiadających się wykonawców na polskiej scenie muzycznej.
Przełomowym momentem w karierze był udział Szymona Wydry w pierwszej edycji programu Idol w 2002 roku, gdzie zajął trzecie miejsce. Kilka miesięcy później ukazał się pierwszy album grupy Teraz wiem, z którego pochodzą przeboje: „Teraz wiem” i „Pozwól mi lepszym być”.
W 2005 roku zespół wydał drugą płytę Bezczas, promowaną przez single: „Życie jak poemat” i utwór tytułowy.
W 2007 roku, na 15-lecie istnienia zespołu, ukazała się trzecia płyta pt. Remedium. Album promowały single: „Jak ja jej to powiem” i „Całe życie grasz”.
W 2010 roku zespół ubiegał się o miano Polskiego Hitu Lata 2010 z piosenką „Będę sobą” na Bydgoszcz Hit Festiwalu. Grupa zajęła 10. miejsce, zdobywając 3,95% głosów.

## Dyskografia
Albumy
| 2002                           | Teraz wiem - Data: 13 grudnia 2002 - Wydawca: BMG Poland             | 22 |                        |
| 2005                           | Bezczas - Data: 14 listopada 2005 - Wydawca: Universal Music Polska  | 7  | - POL: platynowa płyta |
| 2007                           | Remedium - Data: 26 listopada 2007 - Wydawca: Universal Music Polska | 25 |                        |
| 2010                           | Powołanie - Data: 6 września 2010 - Wydawca: Universal Music Polska  | 50 |                        |
| 2014                           | V Element - Data: 13 maja 2014 - Wydawca: Universal Music Polska     | –  |                        |
| 2019                           | Przesłanie - Data: 14 czerwca 2019 - Wydawca: Universal Music Polska | –  |                        |
| „–” pozycja nie była notowana. |                                                                      |    |                        |

Single
| 2002                           | „Teraz wiem”                      | 42 | 1 | Teraz wiem         |
| 2002                           | „Pozwól mi lepszym być”           | 68 | 1 | Teraz wiem         |
| 2003                           | „Czarodzieje”                     | –  | – | Teraz wiem         |
| 2005                           | „Żołnierz -za waszą i naszą krew” | –  | – | Bezczas            |
| 2005                           | „Życie jak poemat”                | –  | 6 | Bezczas            |
| 2005                           | „Bezczas”                         | 18 | 1 | Bezczas            |
| 2006                           | „List od pana B.”                 | –  | – | Bezczas            |
| 2006                           | „Moja modlitwa”                   | –  | – | Bezczas            |
| 2006                           | „Gdzie jesteś dziś”               | –  | 1 | Bezczas (reedycja) |
| 2007                           | „Jak ja jej to powiem”            | –  | 1 | Remedium           |
| 2008                           | „Całe życie grasz”                | –  | 1 | Remedium           |
| 2008                           | „Dlaczego ja”                     | –  | – | Remedium           |
| 2010                           | „Będę sobą”                       | –  | – | Powołanie          |
| 2011                           | „Jeśli chcesz”                    | –  | – | Powołanie          |
| 2011                           | „Mgła”                            | –  | – | Powołanie          |
| 2013                           | „Teraz”                           | –  | – | V Element          |
| 2014                           | „Nie ma nas”                      | –  | – | V Element          |
| 2014                           | „Duch”                            | –  | – | V Element          |
| 2014                           | „Pech”                            | –  | – | V Element          |
| 2015                           | „Dzień dobry”                     | –  | – | Przesłanie         |
| 2015                           | „To te Święta”                    | –  | – | –                  |
| 2016                           | „Warto wierzyć”                   | –  | – | Przesłanie         |
| 2017                           | „Dla Ciebie”                      | –  | – | Przesłanie         |
| 2017                           | „Płyń”                            | –  | – | Przesłanie         |
| 2018                           | „Mały raj”                        | –  | – | Przesłanie         |
| 2019                           | „Odpowiedź”                       | –  | – | Przesłanie         |
| „–” pozycja nie była notowana. |                                   |    |   |                    |